# Episodi di Fisica o chimica (quarta stagione)
La quarta stagione di Fisica o chimica è stata trasmessa in prima visione in Spagna su Antena 3 dal 22 settembre al 16 dicembre 2009.
In Italia la stagione è andata in onda in prima visione su Rai 4 dal 16 febbraio al 6 marzo 2012, tutti i giorni feriali.
| nº | Titolo originale          | Titolo italiano         | Prima TV Spagna   | Prima TV Italia  |
| -- | ------------------------- | ----------------------- | ----------------- | ---------------- |
| 1  | El final del verano       | La fine dell'estate     | 22 settembre 2009 | 16 febbraio 2012 |
| 2  | Maternidad                | Maternità               | 23 settembre 2009 | 17 febbraio 2012 |
| 3  | Cuestión de posibilidades | L'ombra del dubbio      | 30 settembre 2009 | 20 febbraio 2012 |
| 4  | Lo hago por tu bien       | Per il tuo bene         | 7 ottobre 2009    | 21 febbraio 2012 |
| 5  | No se lo cuentes a nadie  | Non dirlo a nessuno     | 14 ottobre 2009   | 22 febbraio 2012 |
| 6  | Sinceramente...           | Una coppia aperta       | 21 ottobre 2009   | 23 febbraio 2012 |
| 7  | Confía en mí              | Fidati di me            | 28 ottobre 2009   | 24 febbraio 2012 |
| 8  | Tú primero                | Tu per primo            | 4 novembre 2009   | 27 febbraio 2012 |
| 9  | Aceptar responsabilidades | Responsabilità          | 11 novembre 2009  | 28 febbraio 2012 |
| 10 | Otra oportunidad          | False friends           | 18 novembre 2009  | 29 febbraio 2012 |
| 11 | Autocontrol               | Lezione di seduzione    | 25 novembre 2009  | 1º marzo 2012    |
| 12 | El tránsito de Venus      | Il transito di Venere   | 2 dicembre 2009   | 2 marzo 2012     |
| 13 | Renuncias (1ª parte)      | Rinunce (Prima parte)   | 9 dicembre 2009   | 5 marzo 2012     |
| 14 | Renuncias (2ª parte)      | Rinunce (Seconda parte) | 16 dicembre 2009  | 6 marzo 2012     |

## La fine dell'estate
- Titolo originale: El final del verano
- Diretto da: Luis Santamarìa
- Scritto da: Jaime Vaca

### Trama
L'estate è ormai finita, e gli studenti e i professori devono ricominciare a riprendere le lezioni al Liceo Zurbaran. Durante i vari flashback, i ragazzi raccontano ciò che è successo durante un campeggio al lago in estate: Julio e Yoli sono entrati in sintonia, durante l'assenza di Violetta e Quino; Ruth e Cabano che hanno iniziato a riavvicinarsi; Paula che, distrutta dalla sua relazione con Cabano, finisce con l'avere un rapporto sessuale con Gorka. Yoli è irritata a causa delle "dimenticanze" di Quino durante il suo viaggio, ma al suo ritorno i due continuano a frequentarsi felicemente. Intanto, Fer e David, superati i problemi di quest'ultimo, vivono la loro vita da coppia in modo positivo, ma quest'ultimo dopo il coming out ha scoperto un nuovo mondo, e vorrebbe avere una relazione aperta con il fidanzato, e così inizia a conoscere nuove persone nel liceo. Fer, ovviamente, pretende fedeltà dal ragazzo. Durante l'estate Rocco si è visto più e più volte con Alma al bar dove lavorava, e in mancanza di ispirazione per i suoi ritratti, inizia a disegnare la ragazza, pur ribandendole che per lei sarà sempre e comunque il suo prof. Paula, sconcertata, scopre di essere incinta, sicuramente di Gorka. Intanto, Blanca è indaffarata per i preparativi del suo imminente matrimonio: Infatti, la donna alla fine ha scelto di sposarsi con Martin, anche se Berto continua a provare qualcosa per la donna. Irene durante l'estate è stata negli Stati Uniti con Thomas, con cui si è anche sposato (Per gioco), e per questo la giovane professoressa non vuole avere con l'uomo i soliti obblighi che si hanno tra sposi. Clara, invece, vorrebbe avere come Olimpia un bambino di cui occuparsi.

## Maternità
- Titolo originale: Maternidad
- Diretto da: Javier Quintas
- Scritto da: Fèlix Jimènez

### Trama
In casa di Irene arriva una nuova ospite senza preavviso: Cristina, ovvero la mamma di Violetta. Quest'ultima, intanto, riceve improvvisamente da Julio l'allettante proposta di avere un rapporto sessuale, poiché la giovane non ha esperienza con i ragazzi. David decide di rivelare ai genitori di essere gay e Fer è disposto a sostenerlo, anche se l'idea di andare a cena coi suoi non lo incoraggia. Oltretutto, inizia a prendere sul serio la storia della donazione dello sperma con Gorka, arrivando a vestirsi e comportarsi come un virile, mentre Gorka viene a sapere che Paula è incinta ma quest'ultima rivela a Yoli che il figlio è sicuramente di Cabano, sbagliando. A conoscenza della notizia, il giovane decide di procurarsi del denaro e cerca di far capire a Paula che può essere un buon padre, ma quest'ultima non vuole sentirne ragione. Nel frattempo, Rocco riceve da Adolfo la notizia di aver parlato ad un gallerista ma, quest'ultimo, non avendo opere da esporre, è sempre più convinto che alma possa essere la sua musa ideale. Clara pensa di potersi prendere cura di un neonato per vivere l'esperienza della maternità come nel caso di Olimpia: nonostante Ruth parli a favore della matrigna, Clara e costretta a non desistere dai suoi intenti, dal momento che non può essere capace di occuparsi di un neonato. Martin decide di fare un test antidroga nello Zurbaran, ma gli studenti sono più furbi ed evitano di essere scoperti al test delle urine, anche se poi Martin ordina un test a sorpresa sul sudore. Dai test risulta che alcuni professori, tra cui Martin, sono positivi alla cocaina, a causa di una bottiglia bevuta dal gruppo di professori la sera prima, mentre il test delle urine di Cabano rivela un possibile cancro ai testicoli.

## L'ombra del dubbio
- Titolo originale: Cuestión de posibilidades
- Diretto da: Juanma R. Pachòn
- Scritto da: Susana Lòpez

### Trama
La storia tra Yoli e Quino è ormai finita, ma la ragazza ha intenzione di rimettersi insieme a lui, e quindi decide di iscriverlo ad un concorso online di giovani talenti musicali. Julio e Violetta si incontrano a casa di Irene nell'intento di fare l'amore, ma entrambi vengono beccati da Cristina, che decide di portare via dalla città Violetta, e ci riesce, nonostante Irene e Blanca siano contrarie. Paula intanto inizia ad avere le prime visite ecografiche, ma la notizia della sua gravidanza si diffonde per tutto il liceo, e Martin decide di volerla aiutare il più possibile. Gorka, nel frattempo, è molto scoraggiato, ed è intenzionato a lasciare scuola e città. Cabano si sottopone a degli accertamenti, convinto che il suo problema sia soltanto una piccola infezione. Ruth nel mentre è li a confortarlo. Rocco, dopo tante insistenze, consente ad Alma di posare per lui, e gli permette anche di spogliarsi tranquillamente. Blanca per la luna di miele vorrebbe andare a New York, ma Martin ha già scelto un'altra destinazione. Sarà poi Berto a consigliare al rivale di cambiare destinanzione. Nel frattempo, Olimpia inizia a conoscersi con il pediatra di suo figlio, di nome Javier. Ben presto però viene a conoscenza della sua vera identità, ovvero che in realtà l'uomo è il padre di David. Clara non demorde, e decide di ricorrere all'inseminazione artificiale, ma si preoccupa dal momento che incontra Gorka in ospedale, intento a voler vendere lo sperma per racimolare qualche soldo.

## Per il tuo bene
- Titolo originale: Lo hago por tu bien
- Diretto da: Carlos Navarro

- Scritto da: Susana López e Jaime Vaca

### Trama
Quino è ancora arrabbiato con Yoli, ma è contento e felice perché è stato preso per il concorso musicale. Paula non si fida ancora di Gorka, nonostante quest'ultimo si stia impegnando per dimostrare alla ragazza che è in grado di fare il padre. Ruth è preoccupata per Cabano: Il ragazzo è molto scontroso con tutti, tranne che con lei. I dubbi della ragazza su un possibile cancro che Cabano potrebbe avere si fanno sempre più reali. Intanto i ritratti di Alma fatti da Rocco sembrano piacere al gallerista, che intende esporli. Berto si sente giù di morale, mentre Fer e David fanno il possibile per tirarlo su. Olimpia decide di dare una seconda possibilità a Javier, anche se quest'ultimo non ha intenzione di divorziare con la moglie. Al liceo Zurbaran viene assunto un nuovo professore: Vicente Vaquero, un tipo piuttosto bizzarro che inizia a prendere fin troppa confidenza con gli studenti. Olimpia oltretutto è la prima a sapere della raccomandazione del nuovo prof.,essendo questi il figlio di uno degli azionisti. Nel mentre, Thomas non tollera le avances di Irene nei confronti di Vaquero, anche se la donna ribadisce più e più volte di volere una relazione aperta, mentre Clara vede di malocchio Vaquero, che si sta iniziando a vedere con Ruth. Martin si vede costretto a prendere provvedimenti verso Adolfo, che intanto ha scritto per una rivista la mal organizzazione della scuola, facendo riferimento anche alla storia di Julio e dei nazisti.

## Non dirlo a nessuno
- Titolo originale: No se lo cuentes a nadie
- Diretto da: Javier Quintas
- Scritto da: Carlos Ruano

### Trama
Quino continua con la selezione dei giovani talenti musicali, appoggiato da Yoli. David, intanto, inizierà ad avere seri problemi con i genitori Eva e Javier, che sospettano della sua omosessualità. Il ragazzo, per giustificarsi, confessa ai suoi di essere fidanzato con Yoli. Eva decide di invitare Yoli e gli altri a cena, ma durante tale evento David esce allo scoperto coi suoi, ammettendo di avere una storia con Fer. Entrambi i genitori del ragazzo, purtroppo, non la prenderanno molto bene. Gorka intanto, preoccupato, chiede qualche consiglio alla madre Matilde riguardo a delle possibili malattie genetiche, ma quest'ultima scopre per caso che Paula aspetta un figlio da Gorka, e combina un pasticcio, ovvero quello di conoscere Loli, la madre di Paula, che era all'oscuro della gravidanza della figlia. Cabano inizia a vedere molto male il rapporto tra Ruth e Vaquero, nonostante il giovane prof. stia facendo del suo meglio per aiutare la ragazza e il brutto momento che sta passando con il fidanzato. Martin da una seconda possibilità ad Adolfo, nonostante i richiami degli azionisti, mentre Blanca è stufa del comportamento del futuro marito, e per aiutarla Irene le consiglia di farlo ingelosire un po', uscendo proprio con Berto. La cosa però sfugge di controllo alla donna, che finisce col baciarsi passionalmente con il giovane. 

## Una coppia aperta
- Titolo originale: Sinceramente...
- Diretto da: Juanma R. Pachòn
- Scritto da: Alberto Manzano

### Trama
Tra Yoli e Julio sta iniziando a nascere qualcosa, e la ragazza pian piano inizia a sentirsi attratta anche sentimentalmente dal giovane. La presenza incessante di Quino però rende la situazione più difficile, specialmente quando si reca a casa di Julio per chiedere consigli all'amico, mentre quest'ultimo è occupato in atteggiamente amorosi con la ragazza. Fer è intenzionato ad aiutare il ragazzo il più possibile, e l'occasione gli si presenta quando viene a sapere della relazione segreta che c'è tra Javier e Olimpia: Utilizzandolo come espediente, ricatta l'uomo affinché lui e David vengano lasciati in pace. Gorka intanto continua a farsi vedere da Paula, e la ragazza sembra iniziare ad apprezzare gli sforzi del giovane. Cabano diventa ogni giorno che passa sempre più irritante, e Ruth non sa più come gestire la cosa. Alma partecipa alla mostra di Rocco, sorprendendo l'uomo stesso. Nel mentre, Adolfo inizia a sospettare qualcosa riguardo alla storia. Martin, comunque, non tollera più il comportamento del consulente, e decide di licenziarlo definitivamente, anche se l'uomo aveva già intenzione di lasciare la scuola per dedicarsi alla scrittura di un libro. Blanca non è d'accordo con la decisione di Martin, e si chiede se sia il caso di sposarlo oppure no, mentre Irene propone a Thomas di frequentare insieme un club per scambisti.

## Fidati di me
- Titolo originale: Confìa en mì
- Diretto da: Luis Santamarìa
- Scritto da: Fèlix Jimènex e Jaime Vaca

### Trama
Quino è intenzionato a tornare con Yoli, e trova appoggio in Julio, nonostante non abbia idea di quello che stia succedendo. Nel tentativo di fare una sorpresa alla ragazza, però, scopre la relazione tra i due, e va su tutte le furie. David intanto decide di fuggire di casa, stanco e stressato dai genitori. Fer, quindi, decide di ospitarlo a casa sua, fino a quando le cose non si sarebbero risolte. Cabano inizia la sua seduta di chemioterapia, e in questa occasione fa la conoscenza di Andrea, una ragazza affetta da un tumore, con cui si apre, mentre evita gli aiuti di sua madre, Ruth e Clara. Alma è stufa della situazione, e tende una trappola a Rocco, e fa crede a Clara che il docente di arte sia innamorato della ragazza. Rocco, per evitare problemi, decide di dimettersi. Martin rimprovera continuamente Vaquero a causa del suo comportamento troppo confidenziale nei confronti degli alunni; Oltretutto, viene a sapere del bacio che c'è stato tra Blanca e Berto, e l'uomo è deciso a non perdonargliela. Irene e Thomas intanto iniziano a frequentare il locale per scambisti, e mentre per Irene le cose vanno bene, per Thomas è dura. Irene, oltretutto, è sempre sulla convinzione che suo marito abbia fatto sesso con qualcun'altra.

## Tu per primo
- Titolo originale: Tù primero
- Diretto da: Javier Quintas
- Scritto da: Susana Lòpez

### Trama
Yoli e Julio si sentono molto in colpa per Quino, e quindi decidono di preparargli una festa a sorpresa, ma i due si dimenticano di avvisare il festeggiato, e finiscono col festeggiare senza di lui. Oltretutto, la stessa sera Julio si ubriaca insieme a Vaquero, cosa che finisce col far arrivare il giovane studente in ritardo a scuola, giocandosi il trimestre e rendendolo furioso col professore per non averlo giustificato. I genitori di David intanto chiamano uno psicologo per il figlio, affinché possa curare la sua omosessualità; David inizia a diventare nervoso, e per caso scopre della relazione tra suo padre e Olimpia e anche del ricatto di Fer, e adirato, si vendica col padre rivelando tutto alla madre. Cabano aiuta Gorka ed evita la sua espulsione a causa del fatto che venne beccato con uno spinello da Olimpia. Il ragazzo, infatti, ammette di aver chiesto a Gorka dell'erba per dell'uso personale. Intanto, Ruth ritorna dopo tanto tempo amica di Paula, intenzionata ad aiutarla con la storia di Gorka, per capire se effettivamente il ragazzo sia cambiato o no. Rocco, non avendo più impegni con la scuola, è libero di esprimersi con l'arte, ma anche di andare a letto con Alma, non essendo più sua allieva. Blanca è triste per la storia con Martin, non sapendo che intanto l'uomo si è baciato sorprendemente con Olimpia. Thomas non ne può più della storia della coppia aperta, e quando Irene capisce di voler stare solo con lui, per la donna è troppo tardi, visto che l'americano si è innamorato di Laura, conosciuta al club di scambisti.

## Responsabilità
- Titolo originale: Aceptar responsabilidades
- Diretto da: Juanma R. Pachòn
- Scritto da: Carlos Ruano

### Trama
Julio e Yoli continuano con i loro tentativi, affinché Quino li possa perdonare, e quindi organizzano l'ennesima festa, questa volta in piscina a casa di Julio. Eva è sull'orlo della sua relazione con Javier, e malgrado la situazione difficile e anche grazie all'aiuto di Fer, inizia a capire e a comprendere meglio i gusti sessuali del figlio David. Paula è innamorata follemente di Gorka e decide di dichiararsi, ma riceve un iniziale rifiuto. Il ragazzo, tuttavia, non tollera le avances degli altri ragazzi, e alla fine decide di cedere e di confessare il suo amore per Paula. L'operazione ai testicoli di Cabano è alle porte, nonostante il ragazzo sia preoccupato. Ruth, invece, è convinta che la situazione li stia separando, soprattutto con l'arrivo di Andrea, nonostante voglia essergli amica. Rocco è intenzionato a passare del tempo con Alma, ma la ragazza ormai lo reputa patetico, rifiutandolo. Martin si vede costretto, sotto richiesta di Blanca, a fingere i preparativi per il matrimonio, a causa dell'arrivo dei genitori della professoressa: La cosa, però, non fa che riavvicinare i due. Vaquero intanto viene cacciato dalla sua abitazione dopo la sbronza con Julio, e non trovando sistemazione, inizia a dormire a scuola; Comunque, troverà alloggio da Irene e Blanca, data la partenza di Thomas e l'aumento dell'affitto da pagare. 

## False friends
- Titolo originale: Otra oportunidad
- Diretto da: Luis Santamarìa
- Scritto da: Fèlix Jimenèz

### Trama
L'arrivo inaspettato dopo 10 anni di Alonso, padre di Julio, manda su tutte le furie quest'ultimo, che non è disposto a riallacciare i rapporti con l'uomo. Fer propone a Martin e alla presidenza una nuova attività scolastica mirata ad aiutare i gay non dichiarati del liceo. Cercherà appoggio in David, ma inizialmente il ragazzo non è disposto ad aiutarlo, cosa che poi farà. La storia tra Gorka e Paula, intanto, procede bene, mentre Alma inizia ad insegnare a Quino ad essere meno altruista con le persone, non ottenendo però il risultato sperato. Cabano intanto deve affrontare l'operazione, e nonostante Ruth si stia impegnando per aiutarlo, il ragazzo preferisce la compagnia di Andrea. Rocco, in crisi per l'assenza di ispirazione, inizia ad assumere pasticche che stimolano la fantasia. Blanca perde quasi tutti i compiti di italiano a causa di una svista avuta nella macchina di Vaquero, e per non deludere Martin decide di assegnare dei voti in base alla fiducia che gli alunni gli trasmettono. Tuttavia, Gorka non è convinto del voto, e impone alla professoressa di ripetere il controllo del test. Irene non accetta la presenza di Thomas e Laura durante il matrimonio di Blanca, e quindi chiede gentilmente all'amica di togliere l'ex dalla lista degli invitati. 

## Lezione di seduzione
- Titolo originale: Autocontrol
- Diretto da: Carlos Navarro Bellesteros
- Scritto da: Alberto Manzano

### Trama
Alonso continua, con scarsi risultati, a provare a farsi perdonare dal figlio Julio, che adirato più che mai non è intenzionato a ricevere il perdono e le scuse del genitore. L'uomo, così, chiede consigli e aiuti a Yoli, e la cosa sembra funzionare. Fer chiede a David fedeltà e autocontrollo, ma mentre il primo partecipa ad un corto in cui bacia svariate volte un ragazzo, il secondo si iscrive ad una chat per omosessuali, dove conosce ed incontra segretamente un uomo di nome Marcos. Alma è intenzionata ad approfittarsi della situazione che si è creata con Quino, ma finisce col farci alla fine del sesso, dato l'impegno che la ragazza si era preso per insegnargli cose sul sesso e su come comportarsi. Cabano supera con successo l'operazione e inizia a riavvicinarsi a Ruth, ma la ragazza è ancora gelosa di Andrea, non sapendo però del poco tempo che a quest'ultima è rimasto da vivere. Rocco viene riassunto come docente, ma continua ad assumere pasticche per alternarsi anche col lavoro di pittore. Blanca inizia a preoccuparsi per Martin, dal momento che l'uomo, a causa di un guasto, rimane bloccato insieme ad Olimpia in ascensore, con cui aveva avuto una discussione riguardo a dei problemi di contabilità della scuola. Vaquero inizia ad innamorarsi di Irene, ma quest'ultima vuole soltanto andarci a letto per compensare il vuoto in casa di Thomaas.

## Il transito di Venere
- Titolo originale: El trànsito de Venus
- Diretto da: Javier Quintas
- Scritto da: Mario Parra

### Trama
Yoli è stranita e insospettita riguardo agli strani atteggiamenti che il padre di Julio sta avendo nei suoi confronti. Decide di parlarne al ragazzo, ma quest'ultimo si rifiuta di credere ad una cosa del genere. David viene costantemente inseguito da Marcos. Il giovane gli ribadisce più e più volte che non ne vuole più sapere niente, ma Marcos, pur di ottenere ciò che vuole, invia a tutti gli amici di David, e quindi compreso anche Fer, una foto di loro due mentre si trovano in un letto. Gorka inizia a preparare un corto dedicato all'amata, ma per il troppo impegno si dimentica dell'ecografia che Paula aveva in programma, di cui quest'ultima gli aveva chiesto se poteva accompagnarla. Alma è gelosa del nuovo comportamento di Quino e delle sue nuove conquiste, e pur non mostrandolo, vorrebbe avere per sé il ragazzo. Cabano intanto decide di farsi perdonare invitando Ruth per un viaggio all'estero. Martin da i preparativi per la festa prematrimoniale in mano ad Irene, ma dimenticandosene, si riduce all'ultimo giorno: Con l'aiuto di Vaquero trova in tempo un locale notturno, anche se Blanca aveva chiesto una festa sobria. Durante la festa Irene, intenta a far ingelosire Thomas, inizia a ballare con Berto, facendo automaticamente ingelosire anche Blanca, presa ancora dall'uomo. Rocco, intanto, ubriaco totalmente, ci prova con Olimpia.

## Rinunce (Prima parte)
- Titolo originale: Renuncias (1ª Parte)
- Diretto da: Juanma R. Pachòn
- Scritto da: Alberto Manzano

### Trama
Yoli è sempre più convinta che Alonso possa essere in qualche modo attratto da lei. Trovando delle proprie foto in biancheria intima sul computer dell'uomo, avverte Julio, che, controllando pure sul pc e non trovando niente di insolito, decide di non crederle. Fer è infuriato con David, ma decide, mantenendo ugualmente certe distanze, di perdonarlo, vedendo in lui molto pentimento. David, comunque, verrà di nuovo perseguitato da Marcos. Paula viene a sapere da Ruth che la causa delle dimenticanze di Gorka è per il corto che il ragazzo stava preparando per lei, decidendo di perdonarlo. La ragazza, la sera della festa di fine anno, verrà investita da Marcos in preda all'alcool, con la presenza di David che intanto stava cercando di fermarlo. Ruth viene a sapere delle condizioni di Andrea da quest'ultima, e decide di informare Cabano per poterle dare tutto l'appoggio possibile. Alma è innamorata di Quino e incredibilmente gelosa quando lo vede con un'altra, ma è orgogliosa ed è impossibilitata ad ammetterlo. Clara viene a sapere della situazione di Rocco, e inizia a preoccuparsi seriamente, mentre il matrimonio di Blanca e Martin è ormai alle porte. Olimpia, però, per curiosità, decide di provare una delle fedi nuziali, rimanendole incastrata al dito. Impossibilitata, decide di chiedere aiuto a Martin. Blanca, insieme a Berto, si deve occupare del figlio di Olimpia, e la situazione li inizia a riavvicinare, mentre Vaquero, aiutato da Berto organizza una festa di fine anno senza alcolici, ma Quino si preparara un borsone pieno di bevande, e sentendosi poi male, sviene durante la festa. Irene, intanto, approfitta della brutta situazione tra Laura e Thomas per potersi in qualche modo avvicinarsi a quest'ultimo.

## Rinunce (Seconda parte)
- Titolo originale: Renuncias (2ª Parte)
- Diretto da: Carlos Navarro Ballesteros
- Scritto da: Mario Parra e Jaime Vaca

### Trama
Yoli, a causa della situazione venutasi a creare con la questione della festa, per salvare il fratello Berto dalla prigione decide di cadere ai ricatti di Alonso, avvocato del caso. La ragazza, suo malgrado, finisce con l'avere un rapporto sessuale con l'uomo. David rivela a Fer ciò che è successo durante la sera della festa e Gorka, sentendo il tutto, si reca da Marcos, pestandolo a sangue: L'arrivo di Fer e David poi fermerà quello che sarebbe stato un epilogo ben peggiore. Mentre Paula è in ospedale, Gorka decide di costituirsi alla polizia, per quello che ha fatto a Marcos. Quino, approfittando della sua situazione a scuola, prende al volo la cosa e decide di abbandonare gli studi per concentrarsi maggiormente sulla sua carriera da musicista, nonostante Alma sia contraria a tale scelta. Ruth decide di fare un regalo ad Andrea, e affinché la ragazza possa trascorrere serenamente i suoi ultimi istanti di vita, le propone un viaggio in India con Cabano. Clara avvisa apertamente Rocco di smetterla con le pasticche, affinché non voglia rovinare sia la sua che la vita della figlia. Vaquero rischia il licenziamento a causa della storia della festa, e oltretutto viene a sapere dell'infarto improvviso del padre, che gli ha causato la morte. Irene si dichiara definitivamente a Thomas, chiedendogli un matrimonio in una chiesa vera. Martin inizia ad innervosirsi a causa del matrimonio, ma viene aiutato e consolato da Olimpia. Durante le nozze, però, sorprendentemente, l'uomo rifiuta la mano di Blanca, abbandonando l'altare e la ormai afflitta Blanca. La donna, alla fine, distrutta dalla sua storia con Martin, decide di partire per New York, abbandonando Madrid e l'appartamento in modo definitivo. 